# 아네로스
아네로스(Aneros)는 미국 기업 미국의 아네로스사(Aneros Company)에 의해 개발, 발명된 남성용-의료용 전립선 마사지기구, 여성용 및 남녀 겸용-G 스팟 마사지기구의 명칭이다.
명칭은 해부학을 뜻하는 Anatomy와 그리스 신화에 등장하는 성애를 관장하는 신 Eros(엘로스)를 곱한 것이다.

## 전립선 마사지기
"아네로스"는 미국 아넬로스사(Aneros Company)의 비뇨기 의사 지로 타카시마(텍사스주 휴스턴)에 의해 1996년에 전립선 마사지기로서 개발·발명된 것이다.1997년에 지로·타카시마는 스스로 HIH사(High Island Health LLC.)를 창업해 특허를 취득·제조 Pro-State라고 명명되어 판매가 개시되었다. 당시 '아네로스'는 전립선 증상 개선을 위해 가정에서 셀프로 이용할 수 있는 마사지기구로 많은 사람들에게 받아들여졌다.일본에서는 '에네마그라'라는 이름으로 판매되었으나 모방품이 나돌았기 때문에 현재는 세계에서 '아넬로스'라는 명칭으로 통일되어 있다.또한 치질 치료 기구도 발명한 '페리다이스'라는 명칭으로 역시 아넬로스사에서 제조·판매되고 있다. 현재 에네마그라 기타 유사한 명칭을 사용하고 있는 것은 아네로스사와는 일절 관계가 없다.

## 아네로스의 개요
전립선 증상 치료법으로 의사가 항문에서 손가락을 삽입해 직장 앞벽을 통해 전립선 마사지를 함으로써 분비선 내에 쌓여 있는 농성 분비물을 배출시키는 치료법은 종종 이루어지는 조치다.'아넬로스'는 기존 병원 등에서 이뤄지던 처치를 환자 스스로 심지어 직장에 손가락을 삽입하지 않고 셀프로 할 수 있도록 한 기구다.
직장에 삽입되는 '머리·손잡이 부분'은 약 10cm이며 의료용으로 재질 승인된 실리콘, 아세탈, 트라이튼과 스테인리스 스틸로 제조되고 있다.이용 방법은 직장에 삽입한 후 자신의 항문 괄약근을 수축시킴으로써 '머리'는 직장 앞벽에서 전립선을 '애뱃먼트'는 회음부를 마사지한다.농성 분비물을 배출하고 전립선 증상 개선은 물론 항문 수축 이완으로 치질에도 효과가 확인되며 혈액순환이 활발해져 신진대사도 촉진된다.

## 성구로서의 아넬로스
남성용 전립선 마사지기로 출시된 '아넬로스'이지만 출시 초기부터 많은 이용자에 의해 사정을 수반하지 않는 드라이오거즘이 유발된다는 보고가 있었다.현재는 드라이오거즘을 유발하는 성구 '아넬로스'로서의 인기가 높아지고 있다.이후 '아넬로스'는 드라이오거즘을 유발하는 남녀공용 및 여성용 G스팟 마사지기까지 개발, 출시하고 있다.。

## 같이 보기
- 드라이 오르가즘
- 에네마그라
- 전립샘
- G스팟